# Totsugu hi made
Totsugu hi made (嫁ぐ日まで, lit. "Até o dia do casamento") é um filme japonês de drama e romance de 1940 dirigido por Yasujirō Shimazu.

## Elenco
- Setsuko Hara como Yoshiko[3]
- Yōko Yaguchi como Asako[3]
- Sadako Sawamura como Maki Tsuneko[3]
- Kō Mihashi como Mitsuzou
- Haruko Sugimura como Marukawa[3]
- Hiroshi Shiomi como Kizo Okumura[3]